# Paul Ottosson
Nils Jörgen Paul Ottosson, häufig Paul N. J. Ottosson (* 25. Februar 1966 in Osby) ist ein schwedischer Tontechniker. Für seine Arbeit an dem Film Tödliches Kommando – The Hurt Locker gewann er 2010 zwei Oscars. Einen dritten Oscar erhielt er 2013 für seinen Tonschnitt im Film Zero Dark Thirty.

## Leben
Ottosson ging in der schwedischen Kleinstadt Hässleholm zur Schule. 1987 zogen er und ein paar Freunde nach Los Angeles, um professionelle Musiker zu werden. 1992 bekam er dort einen Job in einem Plattenstudio und arbeitete zunächst als Tontechniker für verschiedene Werbefilme und Musikvideos. Seit Mitte der 1990er wirkte er bei mehr als 100 Filmen mit. Waren es zunächst eher unbekanntere Filme und Fernsehproduktionen, so arbeitete er ab etwa 2000 auch in größeren Hollywood-Projekten mit.
1998 gewann Ottosson für den Tonschnitt in der Episode Rat der Serie National Geographic Explorer einen Emmy-Award. Für die Filme Operation Sandman (2000), Jimmy Neutron – Der mutige Erfinder (2002), Spider-Man 2 (2005) und Spider-Man 3 (2008) war er jeweils für einen Golden Reel Award von der Organisation Motion Picture Sound Editors nominiert.
Bei der Oscarverleihung 2005 war Ottosson für seine Mitarbeit an dem Film Spider-Man 2 für einen Oscar in der Kategorie Bester Tonschnitt nominiert. Auch bei den British Academy Film Awards und den Satellite Awards gab es Nominierungen.
2010 gewann er zwei Oscars in den Kategorien Bester Ton und Bester Tonschnitt für das Kriegsdrama Tödliches Kommando – The Hurt Locker von Regisseurin Kathryn Bigelow. Weitere Auszeichnungen wurden Ottosson für diesen Film bei den British Academy Film Awards 2010 in der Kategorie Best Sound und den Cinema Audio Society Awards verliehen.
Seinen dritten Oscar erhielt er 2013 für den Tonschnitt zum Kathryn Bigelows Zero Dark Thirty. Wegen Stimmgleichheit wurden allerdings auch Per Hallberg und Karen Baker Landers für James Bond 007: Skyfall ausgezeichnet.
Weitere bekannte Filme, in denen Ottosson für den Ton verantwortlich war, waren u. a. die Blockbuster The Scorpion King, S.W.A.T. – Die Spezialeinheit,  Der Exorzismus von Emily Rose, die ersten beiden Teile der Horrorfilmreihe The Grudge und der Katastrophenfilm 2012 von Roland Emmerich, für den Ottosson 2009 einen Satellite Award gewinnen konnte.

## Filmografie (Auswahl)
- 1994–1995: Was ist los mit Alex Mack? (The Secret World of Alex Mack, Fernsehserie)
- 1996: Nemesis 3 – Die Entscheidung (Nemesis III: Prey Harder)
- 1996: Der Spion mit der Lizenz zum Töten (The Secret Agent Club)
- 1996: Badlands (Oblivion 2: Backlash)
- 1996: Omega Doom
- 1996: Nemesis 4 – Engel des Todes (Nemesis IV)
- 1997: Retroactive
- 1997: Vampire Journals
- 1997: Poison Ivy – Sex, Lügen, Rache (Poison Ivy – The New Seduction)
- 1998: Jack Frost
- 1998: Der Baumflüsterer (Heartwood)
- 1998: God’s Army II – Die Prophezeiung (The Prophecy II)
- 1998: Kollisionskurs – Panik im Tower (Ground Control)
- 1998: The Sweeper – Land Mines (Sweepers)
- 1999: Im Mond des Jägers (The Hunter's Moon)
- 1999: The Base
- 1999: Lebenslänglich (Life)
- 1999: Diamonds
- 1999: Black and White
- 2000: Der Tod kommt nie allein (Partners in Crime)
- 2000: Am Anfang war ein Mord (Stranger Than Fiction)
- 2000: Eins, zwei, Pie – Wer die Wahl hat, hat die Qual (100 Girls)
- 2000: Rugrats in Paris – Der Film (Rugrats in Paris: The Movie)
- 2001: Josie and the Pussycats
- 2002: The Scorpion King
- 2003: Down with Love – Zum Teufel mit der Liebe! (Down with Love)
- 2003: S.W.A.T. – Die Spezialeinheit (S.W.A.T.)
- 2004: Spider-Man 2
- 2004: Der Fluch – The Grudge (The Grudge)
- 2005: Der Exorzismus von Emily Rose (The Exorcism of Emily Rose)
- 2006: Die Chaoscamper (RV)
- 2006: Der Fluch – The Grudge 2 (The Grudge 2)
- 2007: The Messengers
- 2007: Spider-Man 3
- 2008: Harold & Kumar 2 – Flucht aus Guantanamo (Harold & Kumar Escape from Guantanamo Bay)
- 2008: Tödliches Kommando – The Hurt Locker (The Hurt Locker)
- 2009: Horsemen
- 2009: Drag Me to Hell
- 2009: 2012
- 2011: World Invasion: Battle Los Angeles (Battle: Los Angeles)
- 2011: Anonymus
- 2012: Men in Black 3
- 2012: Zero Dark Thirty
- 2013: White House Down
- 2014: Herz aus Stahl (Fury)
- 2014: Die Pinguine aus Madagascar (Penguins of Madagascar)
- 2015: Stonewall